# Wild!
Wild! – czwarty album brytyjskiego duetu Erasure wydany w  roku 1989.

## Utwory
| #   | Tytuł              | Długość |
| --- | ------------------ | ------- |
| 1.  | Piano Song (Intro) | 1:09    |
| 2.  | Blue Savannah      | 4:23    |
| 3.  | Drama!             | 4:09    |
| 4.  | How Many Times     | 3:17    |
| 5.  | Star               | 3:54    |
| 6.  | La Gloria          | 3:19    |
| 7.  | You Surround Me    | 3:58    |
| 8.  | Brother And Sister | 3:24    |
| 9.  | 2.000 Miles        | 3:39    |
| 10. | Crown Of Thorns    | 4:00    |
| 11. | Piano Song         | 3:14    |